# Allen Covert
Allen Stephen Covert (ur. 13 października 1964 w West Palm Beach) − amerykański komik, aktor, scenarzysta i producent.

## Życiorys

### Wczesne lata
Covert urodził się w West Palm Beach, na Florydzie jako syn Elizabeth Ann (z domu Duhy) i Stephena Covertów. Studiował na Uniwersytecie Nowojorskim, gdzie poznał Adama Sandlera.

## Życie prywatne
14 lutego 2006 roku ożenił się z Kathryn Ashley Hagstrom. W lipcu 2019 Hagstrom złożyła pozew o rozwód, rozwiedli się w listopadzie 2019 roku.

## Filmografia
- Ahoj dziewczyny (Going Overboard, 1989)
- Odlotowcy (Airheads, 1994)
- Billy Madison (1995)
- Waga ciężka (Heavyweights, 1995)
- Farciarz Gilmore (Happy Gilmore, 1996)
- Telemaniak (The Cable Guy, 1996) (niewymieniony)
- Kuloodporni (Bulletproof, 1996)
- Od wesela do wesela (The Wedding Singer, 1998)
- Kariera frajera (The Waterboy, 1998)
- Super tata (Big Daddy, 1999)
- Boski żigolo (Deuce Bigalow: Male Gigolo, 1999)
- Mały Nicky (Little Nicky, 2000)
- Mr. Deeds – milioner z przypadku (Mr. Deeds, 2002)
- Osiem szalonych nocy (Eight Crazy Nights, 2002)
- Dwóch gniewnych ludzi (Anger Management, 2003)
- 50 pierwszych randek (50 First Dates, 2004)
- Wykiwać klawisza (The Longest Yard, 2005)
- Babcisynek (Grandma's Boy, 2006)
- Grzanie ławy (The Benchwarmers, 2006)
- Państwo młodzi: Chuck i Larry (I Now Pronounce You Chuck and Larry, 2007)
- Dzikie łowy (Strange Wilderness, 2008)
- Króliczek (The House Bunny, 2008)
- Opowieści na dobranoc (Bedtime Stories, 2008)
- Oficer Blart (Paul Blart: Mall Cop, 2009)
- Żona na niby (Just Go with It, 2011)
- Bucky Larson: Urodzony gwiazdor (Bucky Larson: Born to Be a Star, 2011)
- Jack i Jill (Jack and Jill, 2011)
- Spadaj, tato (That’s My Boy, 2012)
- Hotel Transylwania (Hotel Transylvania, 2012)
- Jeszcze większe dzieci (Grown Ups 2, 2013)
- Rodzinne rewolucje (Blended, 2014)
- Piksele (Pixels, 2015)
- Hotel Transylwania 2 (Hotel Transylvania 2, 2015)
- The Ridiculous 6 (2015)
- The Do-Over (2016)
- Sandy Wexler (2017)[8]
- Ojciec roku (Father of the Year, 2018)
- Zabójczy rejs (Murder Mystery, 2019) (niewymieniony)